# Lamba Doria
Lamba Doria, o D'Oria (Genova, 1245 – 1323), è stato un ammiraglio italiano della Repubblica di Genova.
(Anonnimo Zeneize, De vitoria facta per Januenses contra Venetos [...], 1300 ca.)

## Biografia
Fratello del Capitano del Popolo Oberto, fu il più abile ammiraglio genovese insieme col suo discendente Andrea.
Inizió la sua ascesa dapprima consolidando la sua posizione di capitano navigando sulla rotta commerciale da e per Costantinopoli al comando di 5 Galere che scortavano convogli di commercianti carichi d'argento, distinguendosi per imprese sempre vittoriose. 
Allestisce poi una piccola flotta composta da Galere e Galeoni, riuscendo a difendere alcune tratte commerciali in Corsica, Sardegna e Sicilia, durante le quali sconfigge ripetutamente i Pisani , specialmente alla battaglia di Tavolara, deportando i prigionieri che poi vende come schiavi aumentando i propri profitti, e partecipando nell'agosto 1284 alla trionfale battaglia della Meloria; dopo questo periodo Lamba abbandona i traffici commerciali e si dedica all’attività pubblica per la Repubblica.
Vinse i veneziani nella battaglia di Curzola nel 1298. Nella battaglia i veneziani persero ottantacinque navi: di queste, diciotto furono catturate e le rimanenti, in spregio, furono bruciate.
Tra i suoi prigionieri furono l'ammiraglio Andrea Dandolo (che per la disperazione si uccise) e Marco Polo che, durante la sua prigionia a Genova, dettò nel Milione le memorie del suo viaggio in Cina.
Tornato a Genova in trionfo, all'ammiraglio Lamba fu donato dal Comune un palazzo in piazza San Matteo, tradizionale zona di residenza e di potere della famiglia in città, altri possedimenti a Savona (dove è tuttora il Palazzo D'Oria Lamba), a Genova ed in Piemonte. Inoltre la città lo proclamò Capitano del popolo.
Fu nominato ammiraglio del Sacro Romano Impero, al comando della flotta Imperiale con 40 galere personali per conto dell'imperatore Arrigo VII, fu altresì posto al comando della flotta Reale Aragonese per conto del Re Giacomo d'Aragona, e nell'ottobre 1297 viene nominato Capitano della flotta della Repubblica di Genova.
Ai suoi discendenti diretti, ancora viventi, fu concesso il titolo di Marchese.